# 機動戰士V GUNDAM
《機動戰士V GUNDAM》（日语：機動戦士Vガンダム）是日本日昇動畫所推出，是高達系列作品的第4部電視動畫。在1993年4月2日到1994年3月25日之間播放，全51話。
當中V GUNDAM的「V」全寫是Victory，神聖軍事同盟稱呼V GUNDAM為「勝利的白色」機動戰士。

## 故事概要
地球聯邦軍經歷多場戰役上令戰力大大削減，而且地球聯邦軍內部高層在一年戰爭後開始腐敗，使腐敗風氣一直維持下去，加上不斷戰爭令到地球受到嚴重的污染，使人類開始慢慢遷移宇宙殖民地生活。
U.C.0140年，受到「殖民地主義」抬頭下，各宇宙殖民地為了確立自治權的權利，紛紛建立各自的勢力，脫離地球聯邦軍的統治，於是宇宙戰國時代正式爆發。其中Side2以女政治家瑪莉亞·阿摩尼亞為首參政，在U.C.0150年建立贊斯卡爾帝國，更推行「瑪莉亞主義」，一方面得到宇宙殖民地的人民支持，另一方面實行恐怖政治－「斷頭台主義」，以進行武力侵略壓制其它宇宙殖民地。之後贊斯卡爾帝國為了擴展勢力，更以建立新秩序為理由向地球聯邦軍宣戰，在U.C.0153年地球侵略部隊－「卑斯帕」對地球實行侵略計劃，卑斯帕部隊首先壓制各歐洲的城市，作為侵略地球的重要據點。同時，為了抵抗贊斯卡爾帝國的侵略，由原屬地球聯邦軍士兵、阿納海姆公司成員和民間組織組成「神聖軍事同盟」的組織，已經在歐洲各個城市上作出零星的對抗，而且利用「GUNDAM」的名氣，在不同據點進行開發新型機動戰士—「V GUNDAM」去抵抗贊斯卡爾帝國的攻擊。
本故事主角胡索·艾賓在加沙里尼亞使用滑翔傘飛行的時候遇上贊斯卡爾帝國的新型試作機動戰士，在混亂中搭上新型試作機動戰士，於是胡索·艾賓捲入贊斯卡爾帝國與神聖軍事同盟的戰火中。

## 作品解說
本作品是以宇宙世紀為舞臺的TV系列動畫的第四作，也是UC世紀延伸編的動畫版最後一作（2001年的《G-Saviour》雖然故事舞台是V鋼彈後的時代，但是屬真人電影而不是電視動畫）。主人公13歲的設定是系列中年紀最輕的，目的是使與SDGUNDAM同世代的小學生更易接受，即使對舊系列內容完全不了解的人也能明白，與舊關聯内容極少。（關於《F-91》至《V鋼彈》之間的歷史，則由數部漫畫作品構成，包括鴇田洸一的《機動戰士GUNDAM 影子方程式91》、以及長谷川裕一的《機動戰士海盜鋼彈》系列漫畫。）
按照監督富野由悠季的説法，本作是“回到TV動畫的原點，內容有趣的機器人動畫”，以早期那種主人公為中心的簡單、漫畫風格的作品為目標。因此故事剛開始，是圍繞明朗活潑的主人公胡索·艾賓，為了守護青梅竹馬的莎蒂·卡伦和愛慕的女性卡蒂珍娜·鲁斯而登上鋼彈，靠機智的戰法打倒敵人，猶如鬧劇般的方向發展。但因不顾富野由悠季的反对，Sunrise与Bandai合并，以及Bandai等持份者出于商业化考虑对于本作加上的诸多要求与限制（例如原定的第四话，因为Bandai希望主角机尽快亮相而被强制搬到第一话），富野由悠季在创作过程中据传心情抑郁，使得作品变得情节混乱与充满暴力，在GUNDAM迷中评价不高（其后富野本人更曾自称为他“最厌恶的GUNDAM作品”，甚至在套裝DVD發行時的解說書訪談中，還曾表示這部作品「沒什麼可看的，千萬別買！」）。以及臨近末期，甚至引入宗教背景的民族主義等，令青年觀眾群難以理解的主題。
而作品中部份場面，例如有人物被光束軍刀斬首等場景，使得本作變得與其他富野由悠季作品常見的場景一樣灰暗沉重。類似這樣的場景在次回預告中被多次描寫，有“預告中提到名字的角色，就是死定了”的説法。而且與以往鋼彈系列不單純是定位成反派，而是用於塑造人性的做法不同，本作中敵方具有藐視生命、殘忍冷酷性格的人物頗多。
主角機V鋼彈的機械設定啓用了角木肇，做出了設計簡潔並可合體變形有著高可玩性的機體。也是特別考慮到讓少兒觀衆也能逼真的畫出來。敵方機動戰士也採用了被愛好者們稱爲土偶眼睛、轉輪光槍、車輪型載具等與以往作品不一致的設定。
負責人物設定的是逢坂浩司。富野是位難得的誇獎自己作品的監督（曾說這部作品也是“最厭惡的鋼彈”），但也在事後表示是人物造型挽救了本作。直至本作結束，在《機動戰士V鋼彈大辭典》中，富野又提到“真是個不錯的結局啊”，在《Turn A的療癒》中反而說“沒有什麽比使一個作品完結更能讓人怨恨現實的了”。
音樂由千住明擔當。本作的原聲採用了當時作爲動畫還很少見的全交響樂演奏，在鋼彈和千住明的愛好者中都獲得了高評價。富野在試聼曲風的時候說真是“幸福”的感覺（富野同樣很少誇獎工作人員，作曲自然也不例外）。千住明說“在擔當《V鋼彈》時，幾乎將自己所有的抽屜都翻出來了（比喻）”，也將專輯《機動戰士V鋼彈～第二交響組曲 THOUSAND NESTS》稱爲自己的代表作。OST共發行了3張，除千住明親手製作的以外，還有一卷集合了《田野邊的花》（野辺の花）的后半部，插入歌《田野罂粟之旅的前方》（ひなげしの旅のむこうに）、《將愛永遠重復》（いくつもの愛をかさねて）等多首高人氣曲的專輯。但未收錄曲仍有很多（上述《田野邊的花》鋼琴版等），無論是GUNDAM還是千住明愛好者都強烈希望能發售全曲收錄CD。
為胡索配音的阪口大助當時是以新人出道登場的（19歲）。在《機動武鬥傳GGUNDAM》中配演的關智一本作中配演湯瑪斯·馬沙利克（トマーシュ・マサリク）。在《新機動戰記GUNDAMW》中配演的綠川光也在本作各話中配演了一些配角。此外，在本作之後的「平成GUNDAM三部曲」中，配演主角的聲優許多都在本作中演出。
製作時的暫定標題為《新機動戰士Victory Gundam》，第一話分鏡中的標題亦有沿用。
本作是首部未於香港電視上播映的高達電視動畫作品。或者因為首播時收視不如前作，使得沒有信心推廣。
但本作的VHS與LD銷量卻意外地高。平均以收錄四集方式推出的各輯市販影音軟體，都達到一萬五千份之數。相信是因為高超的作畫和配樂加持，成為系列的邪典奇葩之作。而在故事中所引入的艱深思想，例如新紀元運動、和平主義、人道主義、環保等，反而得到一部分本來不甚喜歡機器人的觀眾討好，而成為日後「平成三部曲」的基礎，即探討人類永久和平的可能性和必要性的問題，而新人類角色的普遍化（即天使之環的數以萬計的精神感應者），也成為《GUNDAM00》的變革者的起點。而女性角色經常驚奇於高達的駕駛員的意外年幼，這種從女性的角度說的台詞和母性的語調，經常性在後續作品中重覆出現，更成為了日後在系列首次探討童兵的問題。

## 登場人物
神聖軍事同盟
- 胡索·艾賓

贊斯卡爾帝國
- 卡迪珍娜·路殊
- 庫羅諾克·亞設

## 登場機體

### 神聖軍事同盟
- LM111E02 鋼伊基（Gun-EZ）
- LM111E03 鋼普拉斯達（Gunblastor）
- LM312V04 V GUNDAM／LM312V04+SD-VB03A V-Dash GUNDAM
- LM312V06 V GUNDAM HEXA／LM312V06+SD-VB03A V-Dash GUNDAM HEXA
- LM314V21 V2 GUNDAM
  - LM314V23 V2 GUNDAM暴風型（Victory 2 Buster Gundam）
  - LM314V24 V2 GUNDAM突擊型（Victory 2 Assault Gundam）
  - LM314V23/24 V2 GUNDAM突擊暴風型（Victory 2 Assault-Buster Gundam）
- RGM-119 Jamesgun
- RGM-122 Javelin
- ZM-S06S 索羅安特（Zoloat）

### 贊斯卡爾帝國
- ZM-S06S 索羅安特（Zoloat）
- ZM-S06G Zollidia
- ZM-S08G Zolo
- ZM-S08GC Zolo Kai
- ZM-S09G Tomliat
- ZMT-S12G 夏柯（Shokew）
- ZMT-S13G 戈佐拉（Godzorla）
- ZM-S14S 孔提歐（Contio）
- ZMT-S16G Memedorza
- ZM-S19S Shy-Tarn
- ZM-S20S Jabaco
- ZM-S21G Bruckeng
- ZM-S22G Imperial Rig Shokew
- ZM-S22S 里格·夏柯（Rig Shokew）
- ZM-S24G 蓋德夫（Gedlav）
- ZM-S27G Domuttlia
- ZMT-S28S Gengaozo
- ZMT-S29 Zanneck
- ZMT-S33S Gottrlatan
- ZMT-S34S 里格·孔提歐（Rig Contio）
- ZM-D11S Abigor
- ZMT-D15M Galguyu
- ZM-A05G Recarl
- ZMT-A30S Birknau
- ZMT-A31A 德葛拉（Doggorla）

## 主要工作人員
- 総監督：富野由悠季
- 角色設計：逢坂浩司
- 機械設計：大河原邦男、カトキハジメ、石垣純哉
- 腳本：桶谷顕、富田祐弘、園田英樹、神戸一彦
- 美術監督：池田繁美
- 色彩設計：小松佳江、中山昇
- 攝影監督：奥井敦、大神洋一
- 音響監督：浦上靖夫
- 音樂：千住明

## 主題曲

### 片頭曲
- （第1-31話）

- 作詞：井荻麟、みかみ麗緒　作曲：川添智久　編曲：神長弘一、川添智久、井上龍仁　演唱：川添智久

- 「DON'T STOP! CARRY ON!」（第32-51話）

- 作詞：西脇唯　作曲：小泉誠司　編曲：福田裕彥　演唱：RD

### 片尾曲
- （第1-31話）

- 作詞・作曲：長友仍世　編曲：板倉雅一 演唱：infix

- （第32-51話）

- 作詞：浜口司　作曲：安宅美春　編曲：葉山たけし　演唱：KIX・S 

### 插曲
- 作詞：井荻麟 作曲：千住明 編曲：千住明 演唱：黒田由美(or 小峰公子)

- 作詞：小峰公子、井荻麟 作曲：保刈久明 編曲：karak 演唱：karak

- 作詞：井荻麟  作曲・編曲：千住明  歌：ACEILUX

- 作詞：井荻麟 作曲：岩崎元是 編曲：岩崎元是 演唱：岩崎元是

※當初是作為ZO的主題曲，原本是將「RIDER FOREVER」變成「WINNERS FOREVER」。

## 各集標題
| 話數 | 放送日         | 副標題 | 中文譯名              | 劇本           | 演出     | 作畫監督                     |
| ---- | -------------- | ------ | --------------------- | -------------- | -------- | ---------------------------- |
| 1    | 1993年4月2日   |        | 白色的機動戰士        | 桶谷顕         | 佐藤育郎 | 瀬尾康博                     |
| 2    | 1993年4月9日   |        | 與機械相會之日        | 園田秀樹       | 江上潔   | 西村誠芳                     |
| 3    | 1993年4月16日  |        | 胡索的戰鬥            | 園田秀樹       | 高瀬節夫 | 前田明寿                     |
| 4    | 1993年4月23日  |        | 戰鬥是為了誰          | 神戸一彦       | 西森章   | 西村誠芳                     |
| 5    | 1993年4月30日  |        | 戈佐拉的反擊          | 園田秀樹       | 玉田博   | 谷口守泰、吉田徹             |
| 6    | 1993年5月7日   |        | 戰士的光輝            | 園田秀樹       | 江上潔   | 西村誠芳                     |
| 7    | 1993年5月14日  |        | 斷頭台之音            | 桶谷顕         | 高瀬節夫 | 前田明寿                     |
| 8    | 1993年5月21日  |        | 激鬥!波狀攻擊         | 富田祐弘       | 西森章   | 瀬尾康博、村瀬修功           |
| 9    | 1993年5月28日  |        | 踏上旅程              | 園田秀樹       | 佐藤育郎 | 谷口守泰、吉田徹             |
| 10   | 1993年6月4日   |        | 鮮烈!修羅隊           | 富田祐弘       | 玉田博   | 西村誠芳                     |
| 11   | 1993年6月11日  |        | 修羅隊的防壁          | 桶谷顕         | 江上潔   | 逢坂浩司                     |
| 12   | 1993年6月18日  |        | 把斷頭台粉碎吧        | 桶谷顕         | 高瀬節夫 | 前田明寿                     |
| 13   | 1993年6月25日  |        | 直布羅陀空域          | 富田祐弘       | 西森章   | 西村誠芳                     |
| 14   | 1993年7月2日   |        | 直布羅陀攻防          | 桶谷顕         | 佐藤育郎 | 西村誠芳                     |
| 15   | 1993年7月9日   |        | 太空塵屑              | 神戸一彦       | 高瀬節夫 | 前田明寿                     |
| 16   | 1993年7月16日  |        | 琳荷斯浮上            | 桶谷顕         | 江上潔   | 新保卓郎                     |
| 17   | 1993年7月23日  |        | 帝國的女王            | 斧谷稔         | 加瀬充子 | 西村誠芳                     |
| 18   | 1993年7月30日  |        | 宇宙艦隊戰            | 富田祐弘       | 芹沢剛史 | 西村誠芳                     |
| 19   | 1993年8月6日   |        | 尋找夏克蒂            | 神戸一彦       | 玉田博   | 瀬尾康博                     |
| 20   | 1993年8月13日  |        | 決戰前夜              | 桶谷顕         | 佐藤育郎 | 谷口守泰、吉田徹             |
| 21   | 1993年8月20日  |        | 攻擊戰略衛星          | 富田祐弘       | 西森章   | 新保卓郎                     |
| 22   | 1993年8月27日  |        | 宇宙之虎              | 園田秀樹       | 江上潔   | 新保卓郎                     |
| 23   | 1993年9月3日   |        | 贊斯卡爾潛入          | 桶谷顕         | 芹沢剛史 | 西村誠芳                     |
| 24   | 1993年9月10日  |        | 首都攻防              | 桶谷顕         | 玉田博   | 村瀬修功                     |
| 25   | 1993年9月17日  |        | 敵艦與敵地            | 桶谷顕         | 西森章   | 新保卓郎、板倉和弘           |
| 26   | 1993年9月24日  |        | 瑪莉亞和胡索          | 園田秀樹       | 関田修   | 西村誠芳                     |
| 27   | 1993年10月1日  |        | 宇宙奔走的閃光        | 園田秀樹       | 芹沢剛史 | 瀬尾康博                     |
| 28   | 1993年10月8日  |        | 大脫逃                | 桶谷顕         | 山本祐介 | 谷口守泰、吉田徹             |
| 29   | 1993年10月15日 |        | 新的裝備V2            | 桶谷顕         | 佐藤育郎 | 新保卓郎、板倉和弘           |
| 30   | 1993年10月22日 |        | 母親的GUNDAM          | 桶谷顕         | 玉田博   | 西村誠芳                     |
| 31   | 1993年10月29日 |        | 摩托戰艦發進          | 桶谷顕         | 藤本義孝 | 前田明寿                     |
| 32   | 1993年11月5日  |        | 德葛拉激進            | 神戸一彦       | 芹沢剛史 | 逢坂浩司                     |
| 33   | 1993年11月12日 |        | 居住在海中的人們      | 園田秀樹       | 武井良幸 | 新保卓郎、板倉和弘           |
| 34   | 1993年11月19日 |        | 巨大車輪作戰          | 桶谷顕         | 山本祐介 | 西村誠芳                     |
| 35   | 1993年11月26日 |        | 母親還是夏克蒂        | 桶谷顕         | 佐藤育郎 | 瀬尾康博                     |
| 36   | 1993年12月3日  |        | 母親回歸大地          | 神戸一彦       | 関田修   | 谷口守泰、吉田徹、森下博光   |
| 37   | 1993年12月10日 |        | 逆襲雙輪              | 桶谷顕         | 芹沢剛史 | 新保卓郎、板倉和弘           |
| 38   | 1993年12月17日 |        | 北海滿佈火炎          | 園田秀樹       | 玉田博   | 西村誠芳                     |
| 39   | 1993年12月24日 |        | 光之翼的歌聲          | 桶谷顕         | 渡邊哲哉 | 逢坂浩司                     |
| 40   | 1994年1月7日   |        | 在超高空攻撃之下      | 桶谷顕         | 佐藤育郎 | さとうけいいち               |
| 41   | 1994年1月14日  |        | 父親製造的戰場        | 園田秀樹       | 山本祐介 | 新保卓郎、板倉和弘           |
| 42   | 1994年1月21日  |        | 鮮血在光的漩渦中      | 桶谷顕         | 芹沢剛史 | 西村誠芳                     |
| 43   | 1994年1月28日  |        | 戰場的慧星花娜        | 桶谷顕         | 関田修   | 谷口守泰、森下博光           |
| 44   | 1994年2月4日   |        | 愛在光的盡頭          | 園田秀樹       | 武井良幸 | 瀬尾康博                     |
| 45   | 1994年2月11日  |        | 與幻覺共舞的胡索      | 斧谷稔（構成） | 玉田博   | 逢坂浩司                     |
| 46   | 1994年2月18日  |        | 達斯羅反叛            | 神戸一彦       | 加瀬充子 | 新保卓郎、板倉和弘           |
| 47   | 1994年2月25日  |        | 女人們的戰場          | 桶谷顕         | 渡邊哲哉 | 西村誠芳                     |
| 48   | 1994年3月4日   |        | 消逝的生命 新生的生命 | 桶谷顕         | 芹沢剛史 | 瀬尾康博                     |
| 49   | 1994年3月11日  |        | 天使之輪之上          | 桶谷顕         | 関田修   | 西村誠芳                     |
| 50   | 1994年3月18日  |        | 呼喚憎恨的對決        | 桶谷顕         | 山本祐介 | 新保卓郎、板倉和弘           |
| 51   | 1994年3月25日  |        | 天使們的昇天          | 園田秀樹       | 西森章   | 逢坂浩司、瀬尾康博、村瀬修功 |

## 關聯項目
- 《機動戰士海盜GUNDAM GHOST》：《機動戰士海盜鋼彈》的後續，以本作的時代為舞台。

## 註腳
1. ↑  演奏：波蘭國家廣播交響樂團、指揮：安东尼·英格利斯
2. ↑  前期片頭主題曲《STAND UP TO THE VICTORY〜TO THE VICTORY〜》重編版，下回預告中使用
3. ↑  即《機動武鬥傳GGUNDAM》和《新機動戰記GUNDAMW》與《機動新世紀GUNDAMX》的合稱